# Kedunggading
Kedunggading is een bestuurslaag in het regentschap Kendal van de provincie Midden-Java, Indonesië. Kedunggading telt 3351 inwoners (volkstelling 2010).